# Amor Ben Tahar
Amor Ben Tahar, né le 1er janvier 1969, est un footballeur tunisien. Il évolue au poste d'avant centre.

## Biographie
Ancien joueur de l'Océano Club de Kerkennah puis du Club sportif sfaxien de 1995 à 1999, il remporte avec cette équipe la coupe de la CAF en 1998.
Meilleur buteur de la Ligue I, avec quatorze buts marqués durant la saison 1991-1992, il a aussi été troisième meilleur buteur avec treize buts marqués en 1992-1993 et douze buts marqués en 1993-1994.
Soulier d'or tunisien en 1991-1992, il joue douze fois en quatre ans en équipe nationale, notamment lors des éliminatoires de la CAN 1992 et de la coupe du monde 1994. Avec elle, il marque deux buts : le premier le 22 février 1992, à l'occasion du match contre le Nigeria (1-1), et le deuxième le 17 octobre 1993, à l'occasion du match contre l'Islande (gagné sur le score de 3-1).

## Palmarès
- Coupe de la CAF (1) :
  - Vainqueur : 1998
- Coupe de Tunisie espoirs (1) :
  - Vainqueur : 1987
- Coupe de Tunisie (0) :
  - Finaliste : 1987

## Distinctions
- Meilleur buteur du championnat de Tunisie : 1992
- Soulier d'or tunisien : 1991-1992

## Statistiques
| Division nationale | Matchs                          | Buts    |
| ------------------ | ------------------------------- | ------- |
| Deuxième division  | 30 matchs                       | 22 buts |
| Juniors            | 10 matchs                       | 6 buts  |
| Équipe nationale   | 8 matchs (amicaux et officiels) | 2 buts  |